# Videlicet
L'adverbi videlicet i l'abreviatura viz. (també representada com a viz, sense un punt final) són paraules emprades com a sinònims per «a saber», «que vol dir», i «de la següent manera».

## Etimologia
Viz. és l'abreviatura d'escriptura medieval per a videlicet; que utilitza concretament una abreviatura tironiana. Es compon de les lletres v i i, seguides per ⁊, la contracció llatina medieval comuna per a ''et'' i ''-et''. Ha estat inclòs a Unicode des de la versió 5.1. L'ús actual de ⁊ que significa també «i» (independentment del que significa la paraula «i» en l'idioma del text) és l'únic cas d'ús romanent de qualsevol abreviatura tironiana.

## Ús
Viz. és una abreviatura de videlicet, que al seu torn és una contracció llatina de videre licet que significa «permet conèixer». Ambdues formes introdueixen una especificació o descripció d'alguna cosa indicada anteriorment; usualment això és una llista precedida per dos punts (:). Encara que ambdues formes han sobreviscut, viz. és molt més comú que videlicet
En contraposició amb i.e. i e.g., viz. s'usa per indicar una descripció detallada d'alguna cosa que s'ha dit anteriorment, i quan precedeix a una llista de membres d'un grup i implica una recent exhaustivitat.
- Viz. en general és llegit en veu alta com «és a dir», «a saber», o «que reportarà en», però de vegades es pronuncia com s'escriu, viz.: /ˈvɪz/.[4]
- Videlicet és pronunciat /vɪˈdɛlɨsɛt/ o /wɪˈdeɪlɨkɛt/.[4]

Una expressió similar és scilicet, abreujat com a sc., que en llatí significa «respectivament». Sc. proporciona un aclariment parentètic, elimina una ambigüitat, o subministra una paraula omesa en el text anterior, mentre que viz. s'utilitza en general per elaborar o detallar textos que li precedeixen. En el llenguatge legal, scilicet apareix abreujat com a ss. o, en un subtítol, com a §, on s'ofereix una afirmació de lloc i es llegeix com «que reportarà en». Scilicet es pot llegir com «a saber», «que reportarà en», o «és a dir», o pronunciar-se com a /ˈsɪlɨsɛt / o /ˈskiːlɨkɛt/.

### Exemples
- El punt principal del seu discurs, viz. que la nostra actitud era en realitat perjudicial, no es va entendre.
- «El meu avi tenia quatre fills que han crescut, viz.: Thomas, John, Benjamin i Josiah»[7]
- Els gasos nobles, viz.: heli, neó, argó, xenó, criptó i radó, mostren un comportament imprevist quan s'exposen a aquest nou element...